# Euxoa atrofusca
Euxoa atrofusca là một loài bướm đêm trong họ Noctuidae.